# Alison Blake
Alison Mary Blake CMG es una diplomática británica que actualmente se desempeña como Gobernadora de las Islas Malvinas y Comisionada de Georgia del Sur y las Islas Sandwich del Sur. Anteriormente se desempeñó como Alta Comisionada en Bangladés y Embajadora en Afganistán.

## Biografía
Blake se educó en la Roan School for Girls y el Merton College, donde obtuvo una maestría en historia antigua y moderna en 1980. Trabajó como arqueóloga para el Museo de Londres, English Heritage y el Consejo del Gran Londres de 1983 a 1987.
Se unió al Ministerio de Defensa en 1989 y durante un período se desempeñó como secretaria privada adjunta del Secretario de Estado de Defensa. Dejó el Ministerio de Defensa en 1995 y se transfirió a la Oficina de Relaciones Exteriores y de la Commonwealth (FCO) y estuvo en la delegación del Reino Unido en la OTAN en Bruselas de  1996 a 1999; fue jefa adjunta del Departamento del Adriático Oriental en la FCO de 1999a 2001; estuvo en la embajada en Washington D. C.  entre 2001 y 2005; en la Oficina del Gabinete como Jefa de Política Exterior y de Desarrollo de 2006 a 2007; jefa del Grupo de Conflictos en la FCO de 2007 a 2011 y Vice Alta Comisionada en Pakistán entre 2011 y 2014. Se convirtió en Alta Comisionada en Bangladés en enero de 2016. En 2017, recibió algunas críticas por aparentemente presionar en nombre de British American Tobacco, que en ese momento estaba en una disputa con el gobierno de Bangladés por una reclamación de 170 millones de libras esterlinas por IVA no pagado presentada por el gobierno de Bangladés contra su subsidiaria, BATB. Luego se mudó en mayo de 2019 para convertirse en embajadora en Afganistán. Fue sucedida por Sir Laurie Bristow en junio de 2021.
Blake fue nombrada Compañera de la Orden de San Miguel y San Jorge (CMG) en los Honores de Año Nuevo de 2018 "por servicios a la política exterior y de seguridad británica".
En marzo de 2022, el Ministerio de Relaciones Exteriores y de la Mancomunidad de Naciones anunció que Blake sería la nueva gobernadora de las Islas Malvinas y comisionada de Georgia del Sur y las Islas Sandwich del Sur, sucediendo a Nigel Phillips en julio de 2022. Es la primera mujer gobernadora de las islas.